# Japan Cup 2022
La 29e édition de la Japan Cup (officiellement : Japan Cup Cycle Road Race) a lieu le 16 octobre 2022 au Japon. L'épreuve de 144,2 km se déroule à Utsunomiya. La course fait partie du calendrier UCI ProSeries 2022 en catégorie 1.Pro. Les courses de 2020 et 2021 avaient été annulées en raison de la pandémie de Covid-19.

## Présentation

### Parcours
La course se déroule sur un circuit de 10,3 km situé dans le parc forestier de la ville d'Utsunomiya à accomplir 14 fois. La principale côte de ce circuit est à gravir pendant le deuxième kilomètre du circuit. L'arrivée est en légère montée.

### Équipes
Seize équipes participent à cette Japan Cup - cinq WorldTeam, deux ProTeams, huit équipes continentales et une équipe nationale :
| WorldTeams (5)- Trek-Segafredo - Bahrain Victorious - Cofidis - EF Education-EasyPost - Lotto-Soudal ProTeams (2)- Euskaltel-Euskadi - Team Novo Nordisk Équipes continentales (8)- Ljubljana Gusto Santic - Terengganu Polygon Cycling Team - Team Ukyo - Utsunomiya Blitzen - Kinan Racing Team - Shimano Racing Team - Aisan Racing Team - Nasu Blasen Équipe nationale- Japon |
| |

## Classement
| \| Classement général \| Classement général \| Classement général \| Classement général \| Classement général \| \| Coureur \| Coureur \| Pays \| Équipe \| Temps \| \| ------------------ \| ------------------- \| ------------------ \| --------------------- \| ------------------ \| \| 1er \| Neilson Powless \| États-Unis \| EF Education-EasyPost \| 3 h 37 min 49 s \| \| 2e \| Andrea Piccolo \| Italie \| EF Education-EasyPost \| + 12 s \| \| 3e \| Benjamin Dyball \| Australie \| Team Ukyo \| + 13 s \| \| 4e \| Hermann Pernsteiner \| Autriche \| Bahrain Victorious \| + 13 s \| \| 5e \| Maxim Van Gils \| Belgique \| Lotto-Soudal \| + 17 s \| \| 6e \| Guillaume Martin \| France \| Cofidis \| + 17 s \| \| 7e \| Giulio Ciccone \| Italie \| Trek-Segafredo \| + 32 s \| \| 8e \| Thomas Lebas \| France \| Kinan Racing Team \| + 34 s \| \| 9e \| Tim Wellens \| Belgique \| Lotto-Soudal \| + 1 min 32 s \| \| 10e \| Gotzon Martín \| Espagne \| Euskaltel-Euskadi \| + 1 min 32 s \| |                     |            |                       |                 |
| |                     |            |                       |                 |
| Source : ProCyclingStats |                     |            |                       |                 |
| Classement général |                     |            |                       |                 |
| Coureur | Coureur             | Pays       | Équipe                | Temps           |
| 1er | Neilson Powless     | États-Unis | EF Education-EasyPost | 3 h 37 min 49 s |
| 2e | Andrea Piccolo      | Italie     | EF Education-EasyPost | + 12 s          |
| 3e | Benjamin Dyball     | Australie  | Team Ukyo             | + 13 s          |
| 4e | Hermann Pernsteiner | Autriche   | Bahrain Victorious    | + 13 s          |
| 5e | Maxim Van Gils      | Belgique   | Lotto-Soudal          | + 17 s          |
| 6e | Guillaume Martin    | France     | Cofidis               | + 17 s          |
| 7e | Giulio Ciccone      | Italie     | Trek-Segafredo        | + 32 s          |
| 8e | Thomas Lebas        | France     | Kinan Racing Team     | + 34 s          |
| 9e | Tim Wellens         | Belgique   | Lotto-Soudal          | + 1 min 32 s    |
| 10e | Gotzon Martín       | Espagne    | Euskaltel-Euskadi     | + 1 min 32 s    |